# مويسيس فيلارويل أنغولو
مويسيس فيلارويل أنغولو (بالإسبانية: Moisés Villarroel Angulo) هو حكم كرة قدم ولاعب كرة قدم ومدرب كرة قدم بوليفي في مركز الوسط، ولد في 27 أغسطس 1998 في سانتا كروز دي لا سييرا في بوليفيا. شارك مع منتخب بوليفيا تحت 17 سنة لكرة القدم ومنتخب بوليفيا لكرة القدم. أما مع النوادي، فقد لعب مع نادي أونيفرسيداد دي تشيلي ونادي بوليفار.

## وصلات خارجية
- مويسيس فيلارويل أنغولو على موقع قاعدة بيانات كرة القدم.إي يو (الإنجليزية)
- مويسيس فيلارويل أنغولو على موقع ناشيونال فوتبول تيمز (الإنجليزية)
- مويسيس فيلارويل أنغولو على موقع Soccerway.com (الإنجليزية)
- مويسيس فيلارويل أنغولو على موقع AS.com (الإسبانية)